# Штекај
Штекај (њем. Stöckey) општина је у њемачкој савезној држави Тирингија. Једно је од 89 општинских средишта округа Ајхсфелд. Према процјени из 2010. у општини је живјело 424 становника. Посједује регионалну шифру (AGS) 16061093.

## Географски и демографски подаци
Штекај се налази у савезној држави Тирингија у округу Ајхсфелд. Општина се налази на надморској висини од 226 метара. Површина општине износи 7,8 km². У самом мјесту је, према процјени из 2010. године, живјело 424 становника. Просјечна густина становништва износи 55 становника/km².